# Conserveren (voedsel)

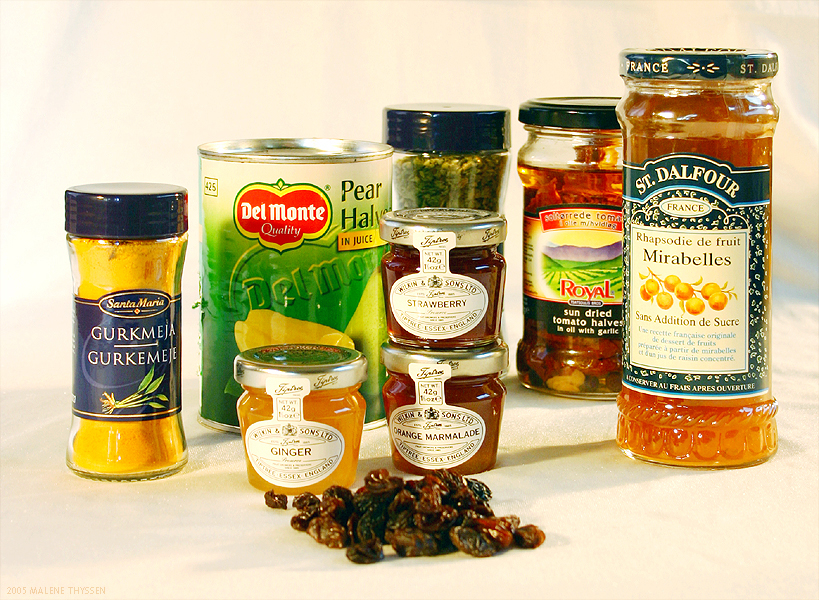
Enkele mogelijkheden van conserveren

Conserveren is het verduurzamen en in goede conditie bewaren van objecten, organismen, levensmiddelen, geneesmiddelen of andere zaken, oftewel het beschermen tegen aantasting door bijvoorbeeld organismen als bacteriën en schimmels of chemische en fysische processen.
In onderstaande wordt voornamelijk ingegaan op het conserveren van voedsel, de methoden die daarvoor zijn ontwikkeld en de zogenaamde conserveermiddelen die men daarbij gebruikt.

## Geschiedenis
Al toen de mens als jager en verzamelaar aan voedsel kwam, bestond de behoefte aan het conserveren van voedsel. Dit was nodig omdat het voedsel niet altijd in dezelfde hoedanigheid en hoeveelheid ter beschikking was. Bij de jacht kwam bijvoorbeeld ineens een grote hoeveelheid vlees ter beschikking. De opbrengst van landbouw en visserij was seizoensgebonden. Voedselconservering was dus geboden om hongersnood te voorkomen en in een afwisselend voedselpakket te voorzien. Bovendien werd het hierdoor mogelijk om voedsel over grotere afstanden te vervoeren.
Een eenvoudige methode om voedsel te conserveren was koeling. Een koelmiddel was echter niet altijd voorhanden, behalve in streken met permafrost. Koelwater bracht maar beperkt soelaas doch een ijskelder, gevuld met in de winter verzameld ijs, maakte het mogelijk om -althans in niet te warme klimaten en op beperkte schaal- het voedsel ook in de zomermaanden afdoend te koelen. In 1877 werd de koelmachine uitgevonden. Deze speelde aanvankelijk met name een rol bij het bierbrouwen en het waren de grotere brouwerijen die er als eerste over een beschikten. Zij gebruikten deze daarnaast om ijs te maken op commerciële basis. Men spreekt dan van een ijsfabriek. Het ijs werd geleverd aan de beroepsvisserij, vis- en groentehandelaren en ook particulieren konden het kopen. Toen later koelmachines kleiner werden uitgevoerd en men over koelkasten en diepvriezers kon beschikken verdwenen de ijsfabrieken.
Al heel lang is drogen een veel verbreide techniek, die echter niet bij alle voedingsmiddelen kon worden toegepast. Granen moesten droog worden opgeslagen om schimmel te voorkomen. Stokvis is gedroogde vis. Ook fruit werd gedroogd: rozijnen zijn gedroogde, en dus verduurzaamde, druiven.
Hoe belangrijk voedselconservering was blijkt ook uit de uitvinding van het haring kaken. De haring die men ving en kon niet lange duuren, zo omschreef later Jacob Cats de situatie voordat met een eenvoudige bewerking de bederfelijke organen uit de haring konden worden verwijderd.
Met behulp van zouten en pekelen kon vocht aan het voedsel worden onttrokken en dit geschiedde bij vlees en vis (zoute haring). Toevoeging van suiker had eenzelfde effect. De bereiding van jam uit fruit is een voorbeeld hiervan.
Toevoeging van zuur in de vorm van azijn was een andere mogelijkheid om een milieu te creëren waarin ongewenste micro-organismen geen kans hadden. Zure haring, zure mosselen en dergelijke zijn hieruit voortgekomen. Inleggen in alcohol, zoals bij de vroeger bekende boerenjongens, had een soortgelijk effect.
Fermentatie en soortgelijke omzettingsprocessen door micro-organismen bleken de hoedanigheid van voedingsmiddelen zodanig te veranderen dat hun houdbaarheid sterk toenam. Zuurkool, kaas, yoghurt en wijn zijn hiervan voorbeelden.
Roken werd eveneens vanouds toegepast bij vlees en bij vis.
Er bestaat ook de mogelijkheid om voedsel te bewaren onder vet of olie, bijvoorbeeld bij leverpaté of knoflook. Daardoor wordt contact met zuurstof voorkomen.
Het probleem bij deze en soortgelijke conserveringsmethoden was dat ze niet op alle voedingsmiddelen van toepassing waren en bovendien dat de smaak en structuur van deze middelen veranderden, zij het dat veel van de aldus ontstane producten als zodanig op hun smaak en voedingswaarde geschat werden en worden. Modernere middelen dienden zich echter aan, zoals het toevoegen van synthetische conserveringsmiddelen, het gebruik van vacuüm, onder meer bij het wecken en later het vacuüm verpakken, verhitting (pasteuriseren (1886) en steriliseren), diepvriezen, en snelkoeling (1925).
Deze en vergelijkbare technieken hebben ervoor gezorgd dat de houdbaarheid van voedingsmiddelen sterk is verbeterd, vaak met behoud van smaak en hoedanigheid, en dat daardoor tal van voedingsmiddelen gedurende het gehele jaar ter beschikking zijn. Ook kunnen hierdoor voedingsmiddelen over grote afstanden worden vervoerd, zodat ook meer exotische voedingsmiddelen in principe over de gehele wereld beschikbaar kunnen zijn.

## Werkingsprincipes
Technieken om voedsel te conserveren zijn er veelal op gericht om ongewenste micro-organismen te doden of hun leefklimaat te verslechteren

### Bewerking
FermentatieFermentatie is de omzetting van stoffen met behulp van bacteriën, celculturen of schimmels. Fermentatie wordt onder andere toegepast bij de productie van yoghurt, waarbij bacteriën in de melk de melksuikers omzetten in melkzuur waardoor het langer houdbaar wordt. Sommige worsten worden gefermenteerd met behulp van bacteriën zoals salami. Witte en groene kool worden zuur met behulp van melkzuurbacteriën waardoor een ongunstig milieu ontstaat voor micro-organismen.
SterilisatieSterilisatie is het doden van micro-organismen. Dit kan door verhitting en door straling. Sterilisatie door verhitting gebeurt door pasteurisatie (bij ca. 70 °C), sterilisatie (bij ca. 120 °C) of UHT-sterilisatie (bij ca. 140 °C). Dit laatste wordt veel toegepast bij zuivelproducten. Tijdens het pasteuriseren worden alleen bacteriën gedood. Tijdens UHT-sterilisatie worden ook de sporen die zij maken gedood. Een modernere methode is sterilisatie door bestraling met gammastraling.
InleggenDoor het inleggen van voedsel in zout, zuur, suiker of alcohol, wordt een milieu gecreëerd waar micro-organismen niet goed in kunnen leven.
DrogenBij het drogen wordt bacteriegroei belemmerd door de afwezigheid van water. Speciale vormen van drogen zijn het vriesdrogen en het vacuümdrogen.
RokenEen met drogen te vergelijken methode is het roken. Het drogen wordt versneld door het voedsel in rook te hangen, waardoor het meteen een rooksmaak krijgt.
Conserveermiddelen en preserveermiddelenEen conserveermiddel vormt een onderdeel van het product, een preserveermiddel wordt vooraf gebruikt om het product goed te houden, maar zal op enig moment verdwijnen; het vormt dus nooit een onderdeel van het eindproduct. Voorbeeld: men gebruikt een preserveermiddel bij geschilde aardappelen. Wanneer deze aardappelen verhit worden (gekookt of gebakken), dan verdwijnt het preserveermiddel (vrijwel) volledig; het lost op in het water/vet en/of verdampt.

### Verpakking
Hermetisch afsluitenDoor hermetisch te verpakken in een blik, weckfles, glazen potten of in plastic kunnen producten beschermd worden tegen bederf. Ingeblikt en ingepot voedsel, mits steriel, kan jaren worden bewaard. Producten worden soms onder beschermende atmosfeer verpakt; dat wil zeggen dat er gassen aan zijn toegevoegd om de houdbaarheidsperiode te verlengen. Bij verpakking onder vacuüm wordt alle zuurstof weggezogen. Zuurstof kan biologische producten aantasten zonder dat micro-organismen daarbij een rol spelen. Dat is een puur chemisch/fysisch proces, dat bevorderd wordt door de aanwezigheid van licht.
KoelenBij een lage temperatuur vermenigvuldigen micro-organismen zich veel trager. Temperaturen van 4 °C tot 7 °C worden gebruikt om levensmiddelen enkele dagen (vlees en vis) tot enkele weken (groenten) te bewaren. Bij circa −18 °C spreekt men van diepvriezen. Voedsel kan zo maandenlang worden bewaard. Veelgebruikte apparaten zijn: koelkast, diepvriezer, koelpakhuis en koelcel. Vroeger gebruikte men hiervoor een ijskelder, die in de winter voorzien werd van een grote hoeveelheid ijs.

## Voedingswaarde
In zijn algemeenheid daalt het gehalte aan vitamines bij voedingsmiddelen die langere tijd bewaard worden. Daar staat tegenover dat voedingsmiddelen in de conservenindustrie zeer vers worden verwerkt en zo kort mogelijk gekookt.